# Даґлас Кертленд
Даґлас Кертленд (англ. Douglas Kertland, 23 листопада 1887 — 4 березня 1982) — канадський академічний веслувальник.
Бронзовий призер Олімпійських Ігор 1908 року в складі вісімки.